# Saint-Crépin-Ibouvillers
Saint-Crépin-Ibouvillers község Franciaországban, Oise megyében. Lakosainak száma 1390 fő (2018. január 1.). Saint-Crépin-Ibouvillers Corbeil-Cerf, Ivry-le-Temple, Lormaison, Méru, Ressons-l’Abbaye, Senots és Villeneuve-les-Sablons községekkel határos.
Új községként 2015. január 1-jén jött létre, amikor a régi Saint-Crépin-Ibouvillers Montherlant korábbi községgel egyesült.

## Népesség
A település népessége az elmúlt években az alábbi módon változott:
| Lakosok száma | 1460 | 1559 | 1373 | 1390 |
|               | 2013 | 2016 | 2017 | 2018 |